# Gustavo Moscoso
Gustavo Segundo Moscoso Huencho (Valdivia, 1955. augusztus 10. – ) chilei válogatott labdarúgó, edző.

## Pályafutása

### Klubcsapatban
1972 és 1983 között az Universidad Católica játékosa volt. 1983-tól 1992-ig Mexikóban játszott. 1983 és 1989 között a Puebla, 1989 és 1990 között az Atlético Morelia, 1991 és 1992 között a Tigres UANL csapatát erősítette. 

### A válogatottban
1976 és 1982 között 21 alkalommal szerepelt a chilei válogatottban és 4 gólt szerzett. Részt vett az 1982-es világbajnokságon, ahol az NSZK elleni csoportmérkőzésen gólt szerzett.

## Sikerei
Club Puebla
- Mexikói kupagyőztes (1): 1988